# Stefano Baldini
Stefano Baldini (Castelnovo di Sotto, Emilia-Romagna, 25 de mayo de 1971) es un atleta italiano especialista en carreras de larga distancia que fue campeón de la prueba de maratón en los Juegos Olímpicos de Atenas 2004.

## Inicios
Procede de una familia numerosa de 11 hermanos, algunos de los cuales también hacen atletismo. Empezó a correr desde niño, y al principio de su carrera atlética corría en distancias de 5.000 y 10.000 metros, aunque nunca logró resultados brillantes a nivel internacional. 
Su primera participación en unos Juegos Olímpicos fue en Atlanta 1996, donde fue 18º en los 10.000 m y no logró clasificarse para la final en los 5.000 m

## Éxitos en la maratón
Sus éxitos llegaron en la maratón. La primera vez que corrió esta prueba fue en la Maratón de Venecia de 1995, finalizando 6º con una buena marca de 2h11:01
En 1997 hizo buenos resultados en dos de las maratones más prestigiosas del mundo, siendo 2º en la de Londres (2h07:57) y 3º en la de Nueva York (2h09:31)
Su primera victoria fue el 29 de marzo de 1998 en la Maratón de Roma (2h09:33). En el verano de ese mismo año se proclamó campeón de Europa de esta prueba en Budapest, Hungría.
Participó en los Juegos Olímpicos de Sídney 2000, pero tuvo que retirarse por problemas físicos.
En 2001 ganó la medalla de bronce en los mundiales de Edmonton, Canadá, y tres meses después venció en la Maratón de Madrid.
En 2003 repitió su actuación de los mundiales de 2001, ganando la medalla de bronce  en los mundiales de París 2003.

## Oro olímpico
Su victoria más importante llegaría el 29 de agosto de 2004 en los Juegos Olímpicos de Atenas. La prueba estuvo marcada por la espectacular fuga del brasileño Vanderlei de Lima, que dominó la prueba durante gran parte del recorrido y que fue agredido por un espectador perturbado cuando iba líder a pocos kilómetros del final. 
Sin embargo, cuando se produjo la agresión Baldini se estaba acercando muy rápidamente a De Lima y es casi seguro que aun sin la agresión habría dado caza al brasileño. Finalmente Stefano Baldini cruzó en primer lugar la meta situada en el Estadio Panithainakos con un tiempo de 2h10:54. La medalla de plata fue para el estadounidense de origen eritreo Membrathon Keflezighi (2h11:28), y el bronce para el brasileño Vanderlei de Lima (2h12:10).
Baldini se convertía así en el segundo italiano que ganaba la maratón olímpica, tras Gelindo Bordin que lo hizo en Seúl 1988.

## Después de los Juegos
Su último éxito importante ha llegado con su victoria en los Campeonatos de Europa de Gotemburgo 2006, en lo que es su segundo título europeo, algo que solo había logrado su compatriota Gelindo Bordin en 1986 y 1990. 
Su mejor marca en la maratón es de 2h07:22 y la hizo el 23 de marzo de 2006 en la maratón de Londres, pese a que solo fue 5º en esa prueba.

## Resultados
- Europeos de Helsinki 1994 - 20.º en 10.000
- Mundiales de Gotemburgo 1995 - 18.º en 10.000 m
- Juegos Olímpicos de Atlanta 1996 - 18.º en 10.000, semif 5.000 m
- Mundiales de Atenas 1997 - 9.º en 10.000 m
- Europeos de Budapest 1998 - 1.º en maratón (2h12:01)
- Juegos Olímpicos de Sídney 2000 - Retirado en maratón
- Mundial de Edmonton 2001 - 3.º en maratón (2h13:18)
- Europeos de Múnich 2002 - 4.º en 10.000 m (27:50,49)
- Mundial de París 2003 -3.º en maratón (2h09:14)
- Juegos Olímpicos de Atenas 2004 - 1.º en maratón (2h10:55)
- Mundiales de Helsinki 2005 - Retirado en maratón
- Europeos de Gotemburgo 2006 - 1.º en maratón (2h11:32)

## Mejores Marcas
- 1500 m lisos: 3'45"07
- 3000 m lisos: 7'43"14
- 5000 m lisos: 13'23"43
- 10000 m lisos: 27'50"17
- Media maratón: 1h00'50"
- Maratón: 2h07'22"